# Sobrante monetario
El sobrante monetario (en inglés: money overhang) es la parte del suministro de dinero que los actores de la sociedad guardan porque no son capaces de gastarla debido a la existencia de precios fijos que generan falta de oferta de los bienes con precio fijado en los que gastar el dinero. Cuando los controles de precio se liberan, el sobrante monetario tiende a producir inflación. Este es un fenómeno presente con frecuencia en países con una inflación reprimida o en economías centralmente planificadas, por ejemplo, en el caso de la URSS. El sobrante monetario suele ser un indicador de una mala gestión en cuanto a la política monetaria y un gran impedimento para políticas de estabilización. Usualmente, el sobrante monetario termina siendo eliminado a través de una alta inflación que, junto a una liberalización de precios, desencadena un gran salto en la inflación difícil de controlar hasta que la situación económica se estabilice.

## Experiencias
En la Unión Soviética se experimentó este fenómeno desde mediados de 1980 en adelante. Esto fue reportado por el Fondo Monetario Internacional (FMI) en 1991. Luego de este reporte la URSS colapsó y fue disuelta. También ha ocurrido en la República Argentina entre los años 1957 y 1958, donde luego de tener un sobrante de aproximadamente de 4 puntos del PIB, ello concluyó en un estallido inflacionario del 113,7% en el año 1959. De la misma forma en la crisis del Rodrigazo donde, con un excedente similar durante los años 1973 y 1974, en 1975 la inflación escaló a niveles del 182,8% y a 440% durante 1976.
El Sobrante monetario, o sobreendeudamiento monetario, se produce cuando los ciudadanos y las empresas no pueden aumentar su consumo en una nivel similar al que aumenta su tenencia de dinero debido al exceso de oferta monetaria, generalmente causada por los déficits presupuestarios recurrentes (problema de flujo). En un contexto donde se aplica un sistema de precios fijos, el problema de exceso de demanda no puede eliminarse aumentando los precios, es decir, mediante una inflación abierta. Por otro lado, un aumento en el consumo real es limitado por factores de oferta, lo que significa que, dados los precios presentes, los productores no están dispuestos a aumentar su producción o que el plan de producción elaborado por las autoridades centrales no permite a las empresas producir esos bienes que la gente quiere comprar, o simplemente no hay capacidad libre para aumentar la producción. El exceso de demanda insatisfecha (consumo) toma la forma de un mayor ahorro forzoso de los hogares y las empresas (problema de stock). Por ejemplo, la diferencia entre el consumo real y el consumo deseado en la Unión Soviética comenzó a ampliarse a mediados de la década de 1980, es decir, al comienzo del período de la perestroika. Se ha estimado que el sobreendeudamiento monetario en la Unión Soviética a fines de 1990 era cercano al 20 por ciento del PBI y equivalente a alrededor de un tercio de los activos financieros existentes. Además del sobrante monetario, hay otro problema de existencias asociado con déficits presupuestarios y aumento de la oferta monetaria, es decir, grandes préstamos hechos por los bancos a empresas estatales (problema de los préstamos incobrables). El problema con estos préstamos es que son principalmente el resultado de las restricciones presupuestarias suaves de las empresas, y las empresas no tienen la intención de devolverlos o no pueden hacerlo en un entorno cambiante. Sin embargo, la solución tanto del exceso monetario como de los problemas de préstamos incobrables es una condición previa esencial para que un sistema monetario que funcione bien. El primer paso en la estabilización del sistema monetario es poner el crecimiento de la oferta monetaria bajo el control de las autoridades monetarias (problema de flujo) y eliminar tanto el exceso monetario como los préstamos incobrables (problema de stock).